# Revel-Tourdan
Pour les articles homonymes, voir Revel.
Revel-Tourdan est une commune française située dans le département de l'Isère en région Auvergne-Rhône-Alpes.
Situé dans l'ancienne province du Dauphiné, le village est rattaché à la communauté de communes Entre Bièvre et Rhône depuis 2019, ses habitants sont les Tourvellois.

## Géographie

### Situation et description
Revel-Tourdan est un village rural situé dans le Bas-Dauphiné, dans le nord-ouest du département de l'Isère.
Revel-Tourdan appartient à la Communauté de communes Entre Bièvre et Rhône depuis Janvier 2019. Cette dernière a vu le jour grâce à la fusion de la Communauté de communes du Pays Roussillonnais avec la Communauté de communes du Territoire de Beaurepaire.
Revel est un ancien bourg médiéval dont l’occupation remonte au Haut-Moyen Âge. Avec ses ruelles étroites, le bourg se situe sur la colline et domine la plaine de la Bièvre-Valloire.
Revel regroupe : un pigeonnier seigneurial datant du XVIIe siècle, devenu Musée d'Artisanat rural en 1980, l'église paroissiale Saint Jean-Baptiste du XIIe au XVe siècle, une Maison forte du XVIe siècle, le château de Barbarin du XIVe au XIXe siècle, les maisons anciennes du vieux bourg et les ruines d’un château fort du XIe siècle sur la motte du Croton.
Tourdan (Turedonum) se situe dans une plaine agricole. C'est une ancienne bourgade gallo-romaine, étape sur la via romana qui reliait Vienne à l'Italie, .
Elle compte une ancienne école datée de 1890, une église romane Notre-Dame de Tourdan datant du XIIe au XIXe siècle attenante à un prieuré, aujourd'hui propriété privée.
Les deux villages sont espacés par une large pente (entre 444 et 267 mètres) et reliés par un axe routier allant vers Beaurepaire. Environ cinq strates composent Revel-Tourdan: Le haut, le Bourg, la pente, la zone d'équipements, la plaine et Tourdan. Les deux villages sont jalonnés par des équipements publics de compétence intercommunale.
Depuis le bourg médiéval de Revel, la vue domine sur les Alpes et le massif du Vercors avec  la Grande Moucherolle et le Grand Veymont, sur la plaine de la Bièvre-Valloire et sur le Massif central avec le mont Pilat.

### Géologie
La Bièvre-Valloire est une large vallée ouverte entre la vallée de l'Isère et le cours du Rhône.
La plaine de la Bièvre fut creusée par des glaciations remontant à l'ère quaternaire : il y a 800 000 ans la glaciation de Mindel et la glaciation de Riss. Le cours de l’Isère a permis de remplir la plaine par des sédiments fluvio-glaciaires jusqu’au Rhône. Des dernières glaciations, dont celle de Würm, date d’il y a 130 000 ans, n'avançait pas au-delà de Beaucroissant. L'avancée de ce glacier est marquée  par la moraine frontale de Pajay en Bièvre Valloire. En résulte la qualité fertile des sols grâce à la maturation de la terre permise durant ces périodes. La Valloire, "Val d'Or", tient son nom des romains qui ont su voir en elle la fertilité de la terre par l’exploitation agricole, La Valloire reste l'étendue la plus occupée par les agriculteurs.
Autre particularité, le territoire a révélé la présence de molasse, un grès sableux de calcaire au faciès argileux, dont la présence s'étendait sur les départements de la Drôme, de l’Isère et du Rhône. Ce réservoir constituait un vaste écoulement en eau, alors comparable au volume du Lac Léman. Très présent en Bièvre Valloire à l’Est de Beaurepaire, le sable molassique daté de l’âge Vindobonien selon les études préliminaires de 1978 est  aujourd’hui attribué à la période du Miocène (-23 à -8 millions d’années). Cette molasse miocène en Bas-Dauphiné constituait un intérêt économique, commercial et agricole considérable.
La plaine actuelle de Tourdan est issue de la glaciation de Mindel de l'ère quaternaire. Elle vient former une terrasse ou un Deckenschoter, à la suite des différentes glaciations précédentes,, allant jusqu'au village de Pommier.
Les contreforts du massif forestier des Bonnevaux appartiennent à l'ère tertiaire à la période Pliocène (2,4 Ma). Le sol y est peu fertile et est accompagné de glaise argileuse. Au nord de la colline de Revel et sur les villages alentour (St Julien-de-l'Herms, Primarette et Pisieu), le sol y est peu fertile notamment à cause de l'humidité. Le sol de la période Pliocène, se situant sur la molasse Miocène, apporte un sol silicoargileux. Sur le Deckenschoter de Tourdan, un sol argileux s'est formé, ce qui participe à la présence de marais ou d'étangs. La culture de la céréale y est possible dans les zones moins compactes vers l'Ouest de Tourdan.

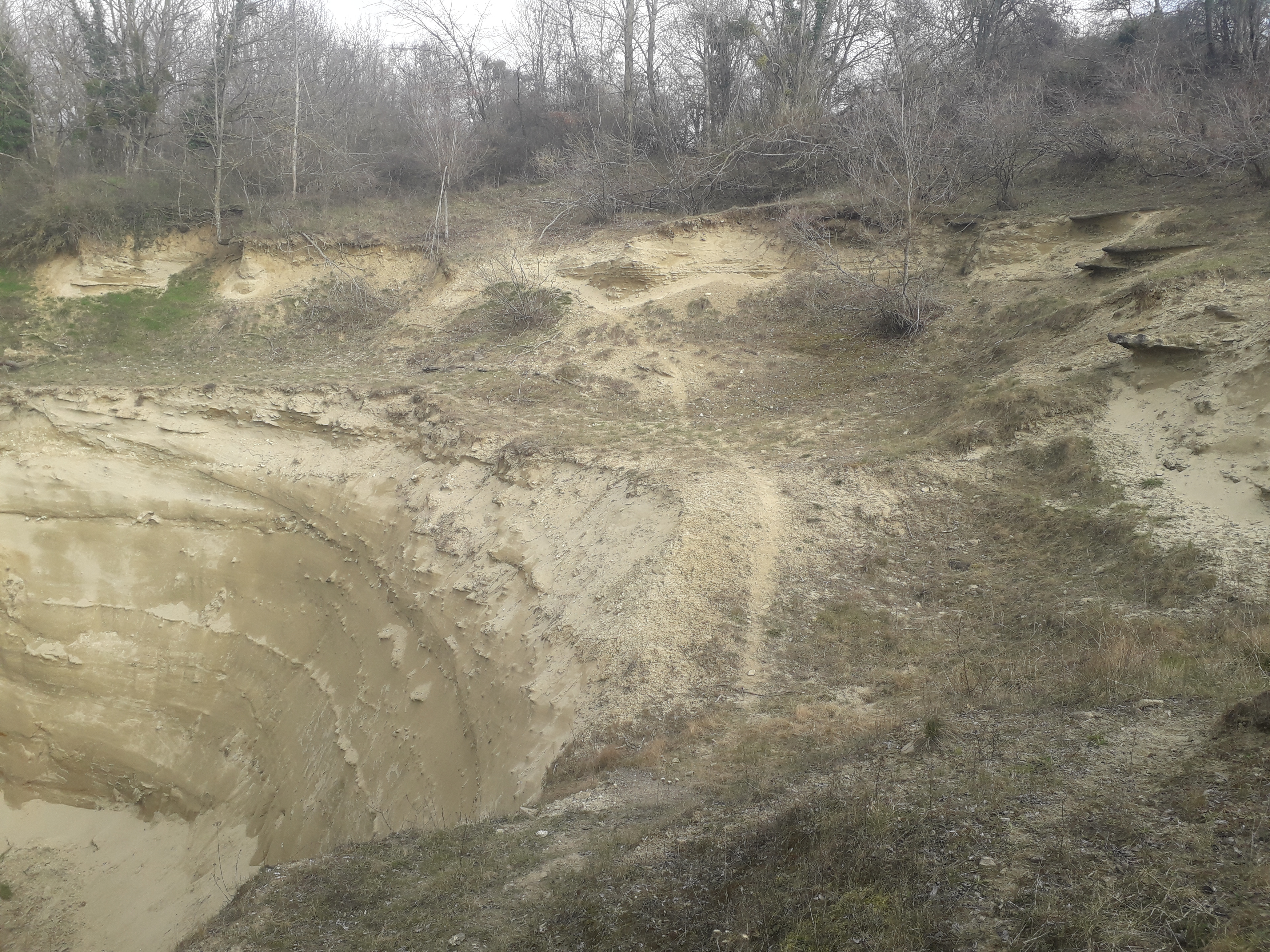
Carrière de grès molassique au lieu-dit "Le Colombier" sur le versant nord de la colline de Revel.

Il existe, sur les pentes nord de la colline de Revel au lieu-dit "Le Colombier", des carrières avec d'anciennes excavations pour extraire la molasse.

### Climat
Pour des articles plus généraux, voir Climat d'Auvergne-Rhône-Alpes et Climat de l'Isère.
En 2010, le climat de la commune est de type climat océanique altéré, selon une étude du Centre national de la recherche scientifique s'appuyant sur une série de données couvrant la période 1971-2000. En 2020, Météo-France publie une typologie des climats de la France métropolitaine dans laquelle la commune est dans une zone de transition entre le climat semi-continental et le climat de montagne et est dans la région climatique  Moyenne vallée du Rhône, caractérisée par un bon ensoleillement en été (fraction d’insolation > 60 %), une forte amplitude thermique annuelle (4 à 20 °C), un air sec en toutes saisons, orageux en été, des vents forts (mistral), une pluviométrie élevée en automne (250 à 300 mm).
Pour la période 1971-2000, la température annuelle moyenne est de 11,2 °C, avec une amplitude thermique annuelle de 17,7 °C. Le cumul annuel moyen de précipitations est de 943 mm, avec 9 jours de précipitations en janvier et 5,8 jours en juillet. Pour la période 1991-2020, la température moyenne annuelle observée sur la station météorologique de Météo-France la plus proche, « Reventin », sur la commune de Reventin-Vaugris à 18 km à vol d'oiseau, est de 12,9 °C et le cumul annuel moyen de précipitations est de 775,7 mm,. Pour l'avenir, les paramètres climatiques de la commune estimés pour 2050 selon différents scénarios d'émission de gaz à effet de serre sont consultables sur un site dédié publié par Météo-France en novembre 2022.

### Hydrographie
Revel-Tourdan est traversé par les rivières du Dolon et par la Petite et la Grande Derroy . Le canton de Beaurepaire est traversé par L’Oron et La Maladière. Au Lieu-dit Le Colombier, un ancien captage d'eau avait été réalisé en 1850 pour conduire l'eau jusqu'au lavoir de Tourdan.
Des sources descendent des versants de la colline de Revel. Jusqu’au XIXe siècle, des étangs  dont les trop-pleins créaient des ruisseaux comme Le Royon ou Les Combes se trouvaient dans la plaine de Tourdan. Ces derniers ont marqué la toponymie locale comme l'attestent " l'étang Girard" ou "Le Lac",. Il existe encore des puits dans certaines habitations du bourg dont l'eau est captée dans des poches sous la colline de Revel.
Il existe un puits sur la place de l'église de Tourdan de 50 mètres de profondeur. Les fermes disposaient de leurs propres citernes d'eaux, car seuls les domaines agricoles de Mornay et de la Guétallerie avaient leur propre puits. D'après les prospections des spéléologues dans les années 1980 à 2000, le puits de la maison forte de Buffevent rejoindrait le lavoir de Tourdan.

### Voies de communication
Le territoire de la commune était traversé par la voie romaine (via romana). Elle coupait toute la Bièvre jusqu'à Vienne. Avant la période gallo-romaine, Tourdan était traversé par une route qui allait de Vienne à Die et de Die à Marseille. Vienne était alors la capitale du pays Allobroge. Ce chemin empruntait le chemin actuel des prairies jusqu'au chemin de Beaurepaire. Ce chemin est encore visible aujourd’hui dans le bois du pied du pont de la Grande Derroy. Les romains firent de la voie Allobroge la voie romaine qui partait toujours de Vienne mais pour aller à Grenoble (en passant par Moirans). Des routes secondaires étaient également recensées telles que la via Arlot (traversant Pact, Sonnay et Bougé-Chambalud) où l’on pouvait rejoindre Tourdan en passant par la vallée du Rhône. Il existe un chemin au milieu de la plaine de la Bièvre qui porte le nom de Saint Martin. Il s’agirait de la voie qu’aurait empruntée St Martin lors de sa venue à Vienne en vue de l’évangélisation de la région au IVe siècle. Ces voies gauloises et romaines ont permis à Tourdan de se développer économiquement et culturellement jusqu’au Ve siècle apr. J.-C..
L’actuelle route de Vienne (D538) traverse la commune du nord au sud et permet de desservir les deux villages via des embranchements. Elle dessert également une zone commerciale et se poursuit jusqu’à Romans-sur-Isère. La «route des écoliers» relie quant à elle les deux villages en passant par les équipements sportifs et le Groupe scolaire « La Perlande ».

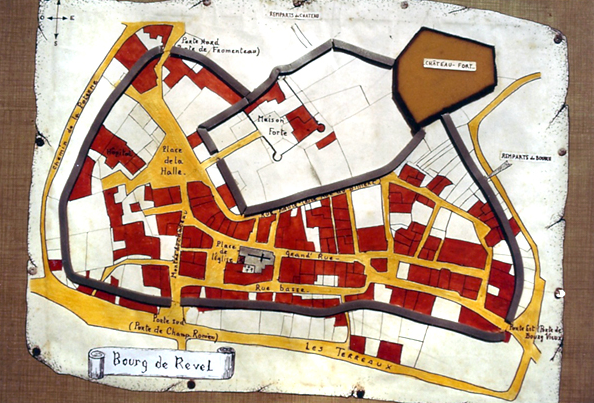
Plan cadastral du bourg médiéval de Revel réalisé par l'ancien instituteur du village en 1973.

Sur la colline de Revel, le site du Croton est traversé par le chemin de Saint Jacques de Compostelle par la GR 65 (65 km) qui passe par le bourg médiéval et les communes du Pays de la Bièvre Valloire. Le bourg possède encore ses quatre entrées qui venaient percer son rempart: porte Sud dite de Champ Romieu, porte Nord dite de Fromenteaux, porte Est dite Ruelle du Bourg vieux. Aux origines, le rempart ne fut pas toujours édifié en pierre mais également construit en bois ou simplement délimité par des poteaux.

Le cadre se prête à de nombreux chemins de randonnées pédestres, comme le site de la motte castrale du Saut du chevalier dans la plaine agricole de Tourdan ou encore les chemins en direction de Primarette.

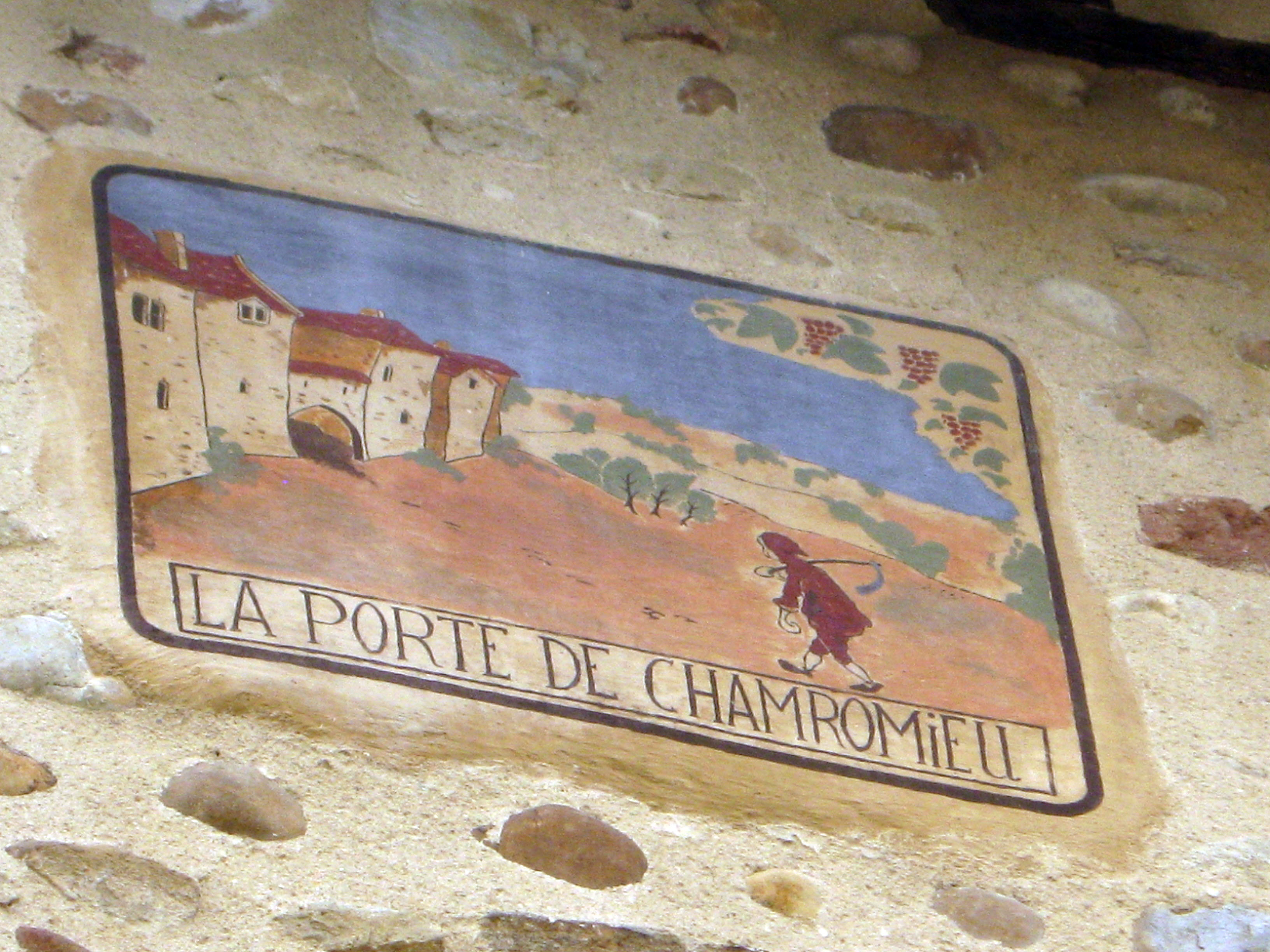
La porte de Champ Romieu, une des entrées du Bourg de Revel.

## Urbanisme

### Typologie
Au 1er janvier 2024, Revel-Tourdan est catégorisée commune rurale à habitat dispersé, selon la nouvelle grille communale de densité à sept niveaux définie par l'Insee en 2022.
Elle est située hors unité urbaine. Par ailleurs la commune fait partie de l'aire d'attraction de Beaurepaire, dont elle est une commune de la couronne,. Cette aire, qui regroupe 10 communes, est catégorisée dans les aires de moins de 50 000 habitants,.

### Occupation des sols
L'occupation des sols de la commune, telle qu'elle ressort de la base de données européenne d’occupation biophysique des sols Corine Land Cover (CLC), est marquée par l'importance des territoires agricoles (81,4 % en 2018), en diminution par rapport à 1990 (84,1 %). La répartition détaillée en 2018 est la suivante : 
terres arables (65 %), forêts (9,4 %), zones urbanisées (9,2 %), zones agricoles hétérogènes (8,6 %), prairies (7,8 %). L'évolution de l’occupation des sols de la commune et de ses infrastructures peut être observée sur les différentes représentations cartographiques du territoire : la carte de Cassini (XVIIIe siècle), la carte d'état-major (1820-1866) et les cartes ou photos aériennes de l'IGN pour la période actuelle (1950 à aujourd'hui).

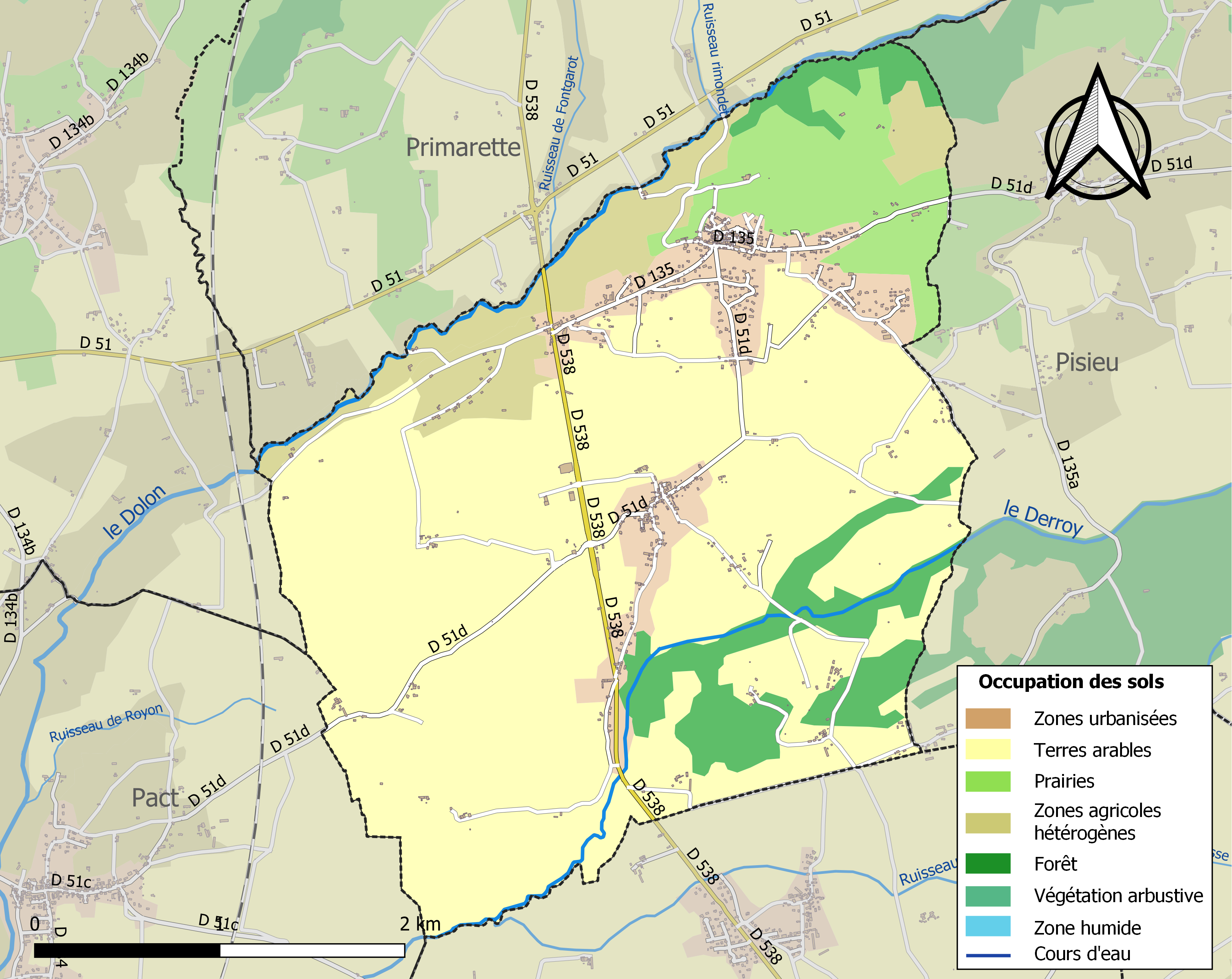
Carte des infrastructures et de l'occupation des sols de la commune en 2018 (CLC).

### Morphologie urbaine
Les premières occupations attestées sur le territoire de Revel-Tourdan datent de l'âge du fer, au IIe siècle av. J.-C.
L'agglomération de Tourdan (Turedonnum) était la première étape sur la route depuis Vienne en direction de l’Italie. A l’époque gallo-romaine, Tourdan était une bourgade importante dont les vestiges s’étendaient sur plus de 30 hectares. Occupée par la tribu gauloise des Allobroges, qui avaient fini par céder à l’autorité romaine,Turedonnum se développa de façon conséquente avec des villas dans les plaines et avec l'accroissement des productions agricoles.
Les prospections archéologiques exécutées sur Tourdan de 2003 à 2008 ont révélé la surface occupée du site sur 10 hectares du Ier au IIe siècle av. J.-C.. Près de trois lieux ont été identifiés : Champ-Martin, un espace politique et économique, en plaine, au pied de la colline de Revel, ainsi que deux fanums ou sanctuaires d’entre le Ier et IIIe siècle. A proximité de Champ-Martin, un carrefour routier a été découvert avec une forte concentration de mobilier et de structures aux alentours. Les mobiliers retrouvés et autres vestiges ont pu démontrer une présence aristocratique des habitants dès le IIe siècle av. J.-C. Des établissements ruraux tels que des fermes ont été trouvés sur la périphérie de Tourdan, en fond de vallée.
Le développement urbain et économique de Vienne serait lié à la forte occupation d’établissements en campagne. Le mobilier trouvé correspond à de la céramique. On y trouve des caractéristiques locales et à la fois des formes plus méridionales. Cette mixité permet de placer Turedonnum au sein des réseaux routiers et commerciaux de la région.
Pour ce qui est de la période du Moyen Âge, les fouilles n’ont recueilli que des structures funéraires (cimetières et églises). L’agglomération à cette période tient sur 10 hectares et semble se maintenir jusqu'au haut Moyen Âge.
L'agglomération de Revel est issue d'un ancien bourg féodal dont les traces remontent au XIVe siècle. L'existence du bourg fut précédée par le château de Revel installé sur la colline. Il est mentionné au XIIIe siècle et avec lui des demeures appartenant à des chevaliers. Le château, relevant de la seigneurie du dauphin, sera complété par un bourg qui s'étendra plus bas avec un plan quadrillé venant former des rues étroites. Le bourg sera clos d'un rempart peu avant 1170. L'élévation de l'église Saint Jean-Baptiste symbolise la deuxième étendue du bourg, aussi nommé "le bourg neuf" vers 1250.
En 2007, la municipalité mit en place dans la commune des zones dites Zone de Protection du Patrimoine Architectural, Urbain et Paysager (ZPPAUP 1983) aujourd'hui Site Patrimonial Remarquable (SPR) pour la sauvegarde et la valorisation du patrimoine architectural, urbain et paysager des territoires. Ces zones, allant de A à F, englobent Revel, Tourdan, Barbarin, le Saut du chevalier, la crête du Croton et les coteaux.
| Dénomination | Présence sur la commune (en nombre) |
| ------------ | ----------------------------------- |
| Lieux-dits   | 23                                  |
| Chemins      | 22                                  |
| Routes       | 5                                   |
| Impasses     | 3                                   |
| Rues         | 6                                   |

### Logements
|                                                  | 1968(*) | 1975(*) | 1982 | 1990 | 1999 | 2007 | 2012 | 2017 |
| ------------------------------------------------ | ------- | ------- | ---- | ---- | ---- | ---- | ---- | ---- |
| Ensemble                                         | 226     | 254     | 305  | 353  | 375  | 433  | 484  | 512  |
| Résidences principales                           | 156     | 171     | 212  | 279  | 321  | 377  | 425  | 443  |
| Résidences secondaires et logements occasionnels | 41      | 53      | 59   | 42   | 38   | 33   | 28   | 25   |
| Logements vacants                                | 29      | 30      | 34   | 32   | 16   | 23   | 31   | 44   |

### Risques naturels et technologiques

#### Risques sismiques
L'ensemble du territoire de la commune de Revel-Tourdan est situé en zone de sismicité n°3 (sur une échelle de 1 à 5), comme l'ensemble des communes de la plaine de Bièvre-Valloire et de la vallée du Rhône.
| Type de zone | Niveau            | Définitions (bâtiment à risque normal) |
| ------------ | ----------------- | -------------------------------------- |
| Zone 3       | Sismicité modérée | accélération = 1,1 m/s2                |

## Toponymie

### Noms du lieu
Tourdan a connu différents noms : Turenonno au IVe siècle, Urdonno au VIIe siècle (AR C, IV_27),uilla Tordoniacus en 910-927 et uilla Thordon en 1055. Tourdan (français et en arpetan), est un quartier de la commune de Revel-Tourdan.
Tourdan a longtemps été rapproché de la forteresse de Turos, mais à défaut car cette forteresse doit se situer sur une motte et non en plaine plate comme Tourdan. Son nom romain, Turedonnum, figurait comme la première étape de la voie romaine de Vienne à Milan d’après la Table de Peutinger. Dans l'Anonyme de Ravenne, on oublie de mentionner le "T" de Turdonno. Dans le cartulaire de Cluny, Tourdan apparaît durant le haut Moyen Âge sous le nom de Tordoniacus et de Thordon en 1055.
Revel renvoie au latin revelare qui signifie «découvrir, révéler». Revel est mentionné en 1173 en tant que burgo veteri, autrement dit "bourg vieux", ce qui laisse croire à un bourg neuf. Le nom du lieu a précédé celui de la famille de Revel.

### Interprétation et étymologie
Le nom a étroitement été rapproché de Tourdun, dans le Gers ou de Tourdon dans la commune de Saint-Priest-Ligoure dans le Limousin. On pourrait y ajouter le Mont-Tourdon, lieu-dit près de Virton en Belgique, où subsistent des ruines de l’époque romaine. L'occurrence *tonno- revient souvent en deuxième position comme dans Crouciatonnum. Il est une variante tardivement germanisée de *duno-, avec un suffixe –um.
Un vocable d’origine proto-indo-européenne place *turá- comme « riche, fort », ce qui pourrait expliquer l'occurrence en première position. *Turodonnum serait alors un « site fortifié », comme semblent l’être Tourdun, Tourdon et le Mont-Tordon.
On a ainsi supposé que le premier terme du nom dériverait du gaulois *turno- ou qu’il s’agit de la contraction du latin turris, « tour » , avec un second terme, le gaulois *duno-, qui, d’après les spécialistes, pourrait se rapprocher de la racine donno- (nom propre gaulois donnus) qui signifie “noble”.
D'autres lieux de la commune ont été imprégnés par la toponymie du Moyen Âge, comme le lieu-dit " Le Châtelard" où la motte castrale du Saut du chevalier qui fait référence au latin saltus, "bois, forêt". D'autres lieux-dits font aussi référence aux animaux, par exemple celui de "Gambaloup". Les plus anciens noms de lieux remontent à la période de la tribu des Allobroges, notamment la toponymie des axes routiers comme le "chemin ferras" ou encore le lieu-dit "Le Trat" qui font référence aux anciennes voies romaines.

## Histoire

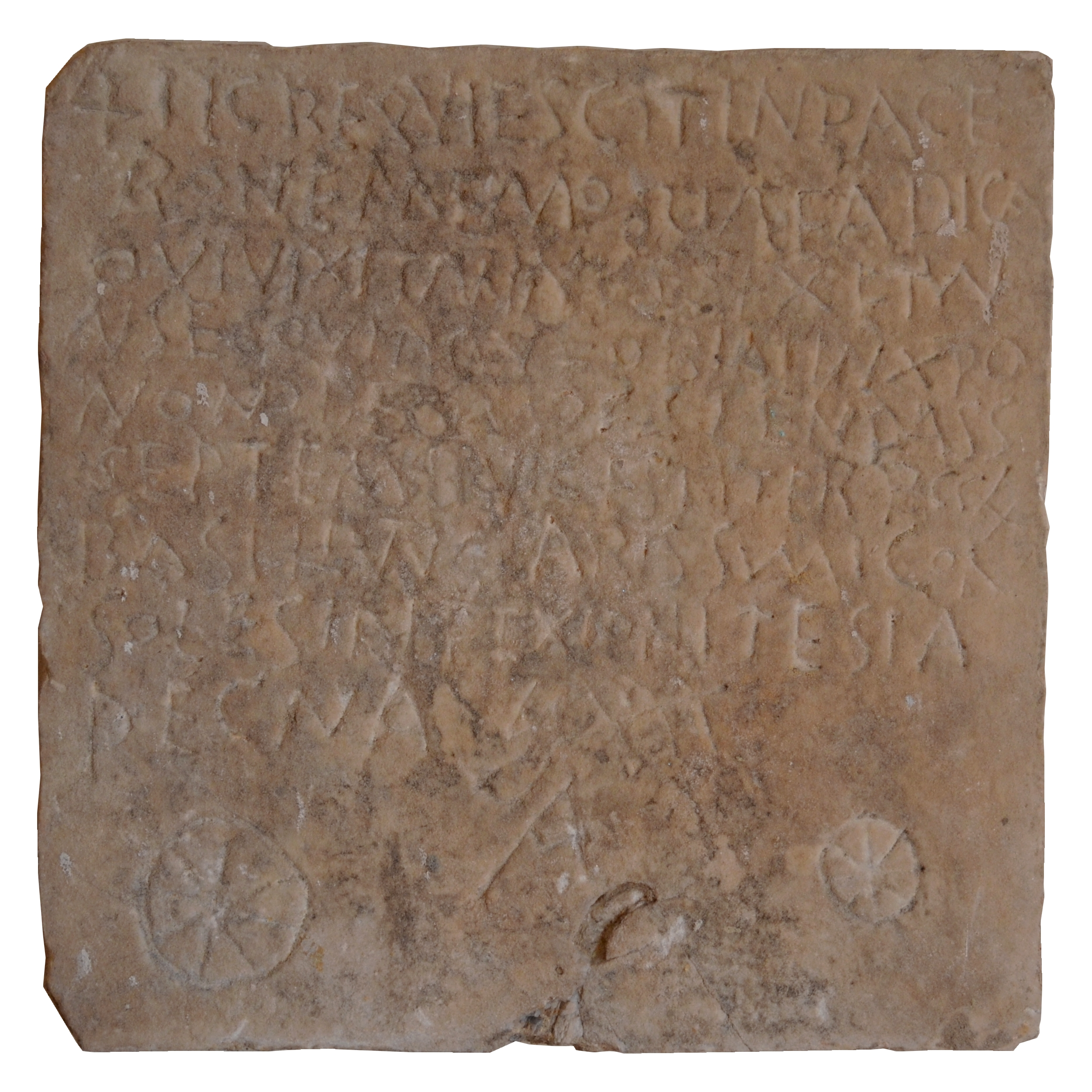
Épitaphe paléochrétienne provenant de Tourdan et portant l'inscription latine transcrite par CIL XII, 2187. Trouvée dans le jardin de la cure de Tourdan, puis encastrée dans l'église.

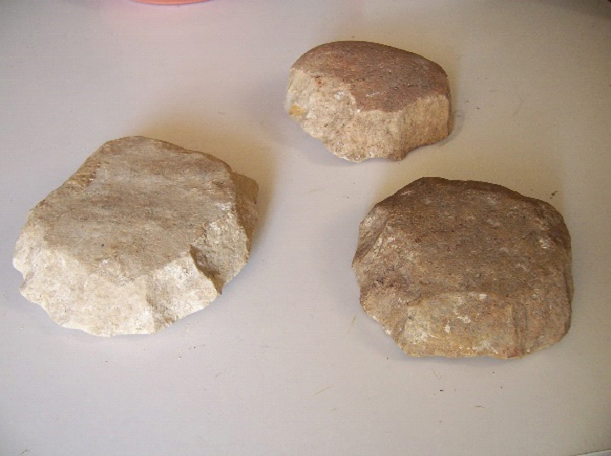
Outils tranchants ou d'agréments nommés palets disques retrouvés dans la rivière du Dolon et de la Derroy dans les années 1980.

### Préhistoire et Antiquité (Tourdan)
Station gallo-romaine située sur l'ancienne voie Vienne-Milan, Turedonum (nom latin de Tourdan) figure sur la table de Peutinger. La voie romaine coupe toute la Bièvre jusqu'à Vienne. Les premières occupations de Revel-Tourdan datent de l’âge de fer (IIe siècle av. J-C). Elle était l'agglomération la plus proche de Vienne, alors capitale du peuple gaulois des Allobroges.
La période paléolithique en Bièvre Valloire et les traces des premiers hommes ont été retrouvées à Agnin, Salaise-sur-Sanne et à La Côte-Saint-André sous forme de petits objets isolés. Ils seraient datés de 350 000 ans av. J.-C. A la fin du néolithique, entre 2 500 et 2 000 av. J.-C., les outils se perfectionnent et sont très utiles pour la chasse. C’est dans les années 2000 que des fouilles ont permis de trouver à Tourdan six haches polies,.
À la suite de l’épigraphie du département isérois dans le dernier tiers du XIXe siècle, furent trouvées à Revel des inscriptions romaines et des inscriptions chrétiennes à Tourdan. Les recherches numismatiques ont permis un recensement de monnaies gauloises et d'oboles massaliotes sur les sites de Revel et de Tourdan.
Les occupations du sol à Tourdan s'étendaient sur 30 hectares du Ier au IIe siècle av. J.-C. Près de trois lieux ont été identifiés, :
- Champ-Martin, un espace politique et économique, en plaine, au pied de la colline de Revel ainsi que deux fanum ou sanctuaires du Ier au IIIe siècle. Champ Martin et l’actuel emplacement du prieuré de Tourdan peuvent être les deux seuls sites détenant des anciennes sépultures. Ainsi, les occupants deTuredonum, selon les traditions antiques, auraient enterré leurs morts loin des habitations, proche des axes routiers d'aujourd'hui, même si la pratique de l’incinération était aussi répandue pour l’époque[6].
- A proximité, la découverte d'un carrefour routier par une forte concentration de mobilier et de structures aux alentours. Les mobiliers retrouvés et les autres vestiges ont pu démontrer une présence aristocratique des habitants dès le IIe siècle av J.-C. Au sud de l’ancien temple romain, une église paléochrétienne s’élevait autrefois au VIe siècle. Deux autres inscriptions furent trouvées : celles d’Adica et de Gundiisclus[46].
- Des établissements ruraux tels que des fermes ont été trouvés à la périphérie de Tourdan, en fond de vallée. Le développement urbain et économique de Vienne serait lié à la forte occupation d’établissements en campagne. Le mobilier trouvé correspond à de la céramique. On y trouve des caractéristiques locales et à la fois des formes plus méridionales[18].

Cette mixité permet de placer Turedonnum au sein des réseaux routiers et commerciaux de la région.
Le 11 juin 1842, des ouvriers trouvèrent à Tourdan un vase romain lors de travaux d'extraction de la terre. Ce vase antique en argent fut acquis d’un simple échange entre l'ouvrier et le libraire de Vienne, M. Girard,. Il fait l’objet de nombreuses convoitises et est finalement acheté en 1859 par le British Museum pour son département des Antiquités grecques et romaines, malgré l’appel en 1842 de C.T. Delorme, conservateur des Musées de Vienne. Il aurait évoqué à Prosper Mérimée son souhait de sauvegarder cet objet au sein du musée de Vienne,. Ce vase daté du IIe siècle ap. J-C., est revenu brièvement en France en 1989 dans le cadre d'une exposition sur l'orfèvrerie gallo-romaine à Lyon.
Sur le vase, les quatre saisons sont incarnées par des femmes, des animaux et leurs attributs respectifs. Ce vase est attribué à l’art néo-attique (en) présent partiellement jusqu’au IIIe siècle ap. J.-C,.

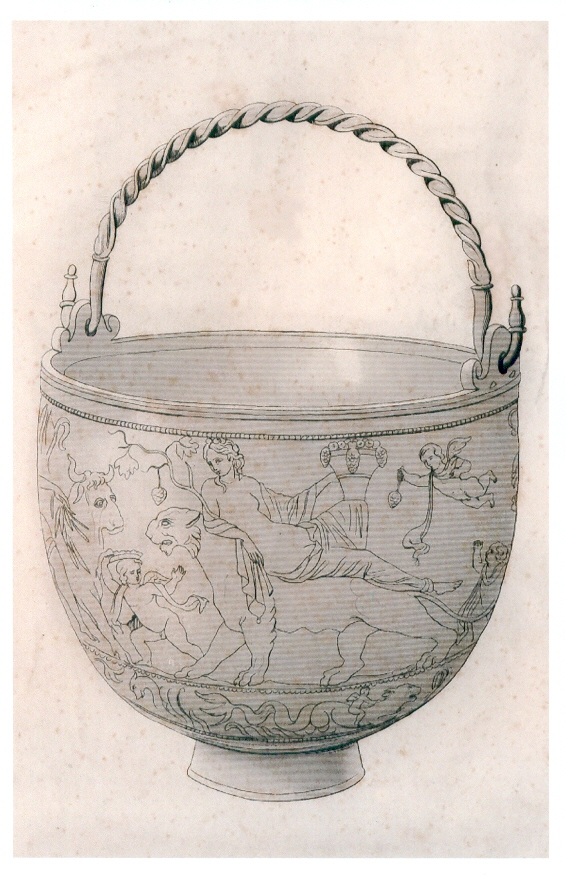
Vase romain représentant les quatre saisons. Trouvé à Tourdan en 1842, il fait partie des collections du British Museum après son acquisition en 1859.

Cinquante ans après la découverte du vase des quatre saisons, 250 pièces de monnaie de tribus gauloises de la vallée du Rhône furent mises au jour à Tourdan. Un tonneau carré en fer fut extrait et des pièces furent trouvées en dessous, probablement dans un vase, recouvert par la terre. Des fragments de bracelets furent trouvés, laissant ainsi croire à un trésor antique. D'après les spécialistes de l'époque, le trésor serait daté de 90 à 70 av. J-C. Les prospections archéologiques sur la commune rapprochent cette trouvaille des bâtiments gaulois dédiés aux rites et cérémonies qui auraient été présents au lieu-dit de Champ-Martin. Le trésor de Tourdan aurait pu être enfoui dans le cadre de ces rassemblements communautaires festifs dont les libations étaient enterrées après chaque rite. Les pièces qui constituaient le trésor de Tourdan furent peu à peu dispersées à travers le temps,.

### Moyen Âge et Temps Modernes (Revel)
Le château de Revel, sur l'actuel site du Croton, était occupé par Aldegarde et son fils Burnon qui prirent le nom de Revel. C'est à partir de 1186 que les terres de Revel appartiennent à la famille de La Tour du Pin avant d'intégrer progressivement la seigneurie delphinale à partir de 1282. Faute d'héritier masculin pour le Gouverneur du Dauphiné à son décès, le fief de Revel est entretenu par des fermiers. En 1372, des châtelains delphinaux organisent les lieux et se succèdent au gré des diverses principautés, tantôt savoyardes et tantôt dauphinoises. Le château de Revel étendra son autorité sur les paroisses des communes voisines. Certaines de ces paroisses furent récupérées à la création de la ville de Beaurepaire en 1309, ce qui laissa se développer des conflits jusqu'à leur cessation en 1355,. En 1349, la peste noire décima la moitié de la population vivant dans la châtellenie de Revel. Après la famine et la misère, en 1453, le bourg de Revel fut sous l'occupation de l'archevêque de Vienne sous l'impulsion du futur roi de France, Louis XI. Peu à peu, le château de Revel perd de sa valeur défensive et les habitants du bourg sont sujets à des impôts par les archevêques de Vienne. En 1565, le fief de Revel est attribué à l'occupant de la maison forte de Barbarin par les archevêques alors en déficit financier. C'est alors que Jean-François de Saussac sépare la paroisse de Monsteroux des terres de Revel afin de la revendre au seigneur de Milieu, Jean de Chastellier,. Reprise plus tard en 1610 par les archevêques, les terres de Revel sont revendues en 1735 à Gabriel-Joachim Dupuy de Murinais, occupant de la Maison forte de Buffevent.
C'est en 1793 que Revel, Tourdan et Pisieu se regroupent sous la paroisse de Pisieu avant que celui-ci ne se détache des deux autres villages en 1800,  .

### Époque contemporaine
En 1970, la municipalité enclenche des travaux d'aménagements dans son foyer rural, actuelle Maison forte de Buffevent. Le résultat, faisant l'objet de concertations, a permis de rassembler des habitants et des membres du conseil communal afin de contester les travaux entrepris. Dans le lot, l'instituteur et le notaire de la commune créèrent avec quelques habitants l'association Renaissance de Revel et Tourdan afin de préserver et de valoriser le patrimoine local dans sa restauration. Le groupe entreprit des fouilles archéologiques dans les années 1970 à 80 qui seront rejointes par des experts et des conservateurs avant d'être définitivement reconduites par leurs soins. Les collections issues des prospections archéologiques furent exposées dans un musée consacré à l'archéologie au sein du prieuré de Tourdan, aujourd'hui privé. Les collections ont rejoint le musée gallo-romain de Vienne afin de conserver les objets dans des conditions plus adaptées, ce qui ferma le musée de Tourdan,. Les divers travaux de recherches ainsi que les fouilles archéologiques auront permis de replacer l'agglomération antique de Turedonnum et le bourg médiéval de Revel dans le contexte historique de la Bièvre-Valloire tout en réactualisant les circonstances de l'évolution de la vie en Isère.
En corrélation avec l'association Renaissance, d'autres associations virent le jour et s'adonnèrent à la protection et à la valorisation du patrimoine local. Les deux églises de la commune ont pu être restaurées sur vingt années grâce à l'association Agir pour nos églises. La commune, consciente de son patrimoine et de l'histoire de son territoire, a pu rendre accessibles les collections et les recherches tout en restaurant la totalité de son patrimoine architectural avec l'aide de spécialistes et de chercheurs aguerris.

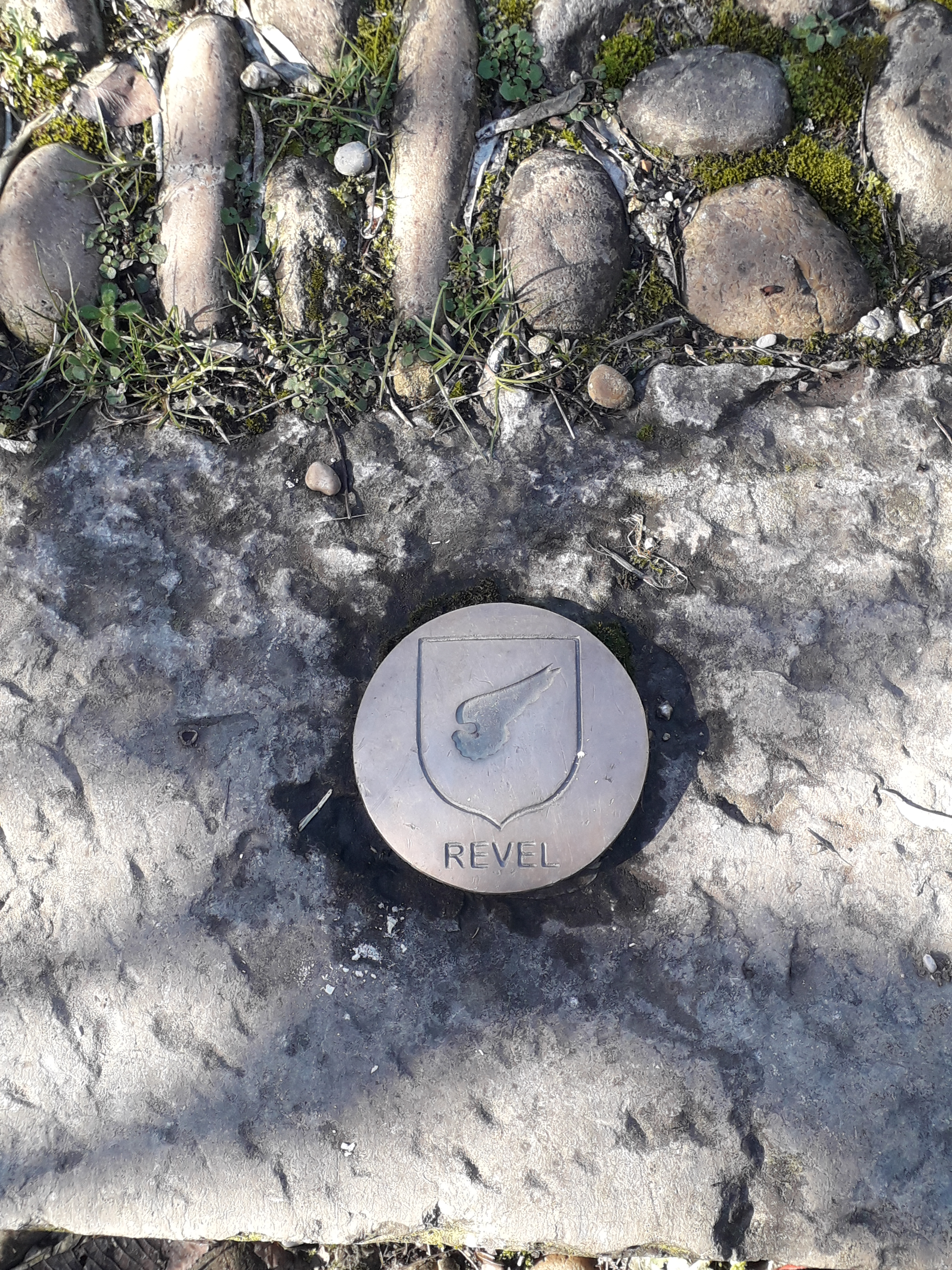
Balises du circuit patrimonial aux armes de la famille de Revel, scellées dans la chaussée.

## Politique et administration

### Liste des maires
| Période | Période  | Identité                       | Étiquette | Qualité           |
| ------- | -------- | ------------------------------ | --------- | ----------------- |
| 1791    | 1792     | Seglat                         |           |                   |
| 1792    | 1799     | Antoine Annequin               |           | Marchand          |
| 1797    | 1801     | Vincent Joubert                |           |                   |
| 1801    | 1806     | Joseph Reymond                 |           |                   |
| 1806    | 1813     | Abel Joseph Prosper Seguin     |           |                   |
| 1814    | 1816     | Vincent Joubert                |           |                   |
| 1816    | 1826     | Antoine Sirand                 |           |                   |
| 1826    | 1826     | Jacques François Desmoulins    |           |                   |
| 1826    | 1846     | François Aimé de Luzy          |           | Rentier           |
| 1846    | 1858     | Joseph-Antoine Chautemps       |           | Boucher           |
| 1858    | 1858     | Joseph Sirand                  |           |                   |
| 1858    | 1872     | Louis Joseph Basset            |           |                   |
| 1872    | 1875     | Pierre Abel Buzat              |           |                   |
| 1875    | 1876     | Emilien de Barrin              |           |                   |
| 1880    | 1884     | Adolphe Didier Rosset-Bressand |           | Notaire           |
| 1884    | 1886     | Eloph-Michel Robert            |           |                   |
| 1886    | 1912     | Joseph Coquaz                  |           | Meunier           |
| 1888    | 1895     | Louis Pierre Joseph Joubert    |           |                   |
| 1876    | 1880     | Pierre Joseph Annequin         |           | Tailleur d'habits |
| 1925    | 1935     | Eugène Armanet                 |           | Cultivateur       |
| 1935    | 1947     | Didier Rosset-Bressand         |           | Notaire           |
| 1947    | 1971     | Marcel Gabier                  | PCF       | Maréchal-Ferrant  |
| 1971    | 1995     | Paul Vallet                    |           | Agriculteur       |
| 1995    | 2008     | Gilbert Cettier                |           | Instituteur       |
| 2008    | 2020     | Sylvie Dézarnaud               |           | Secrétaire        |
| 2020    | en cours | Yvan Argoud                    |           | Commerçant        |

### Jumelages
La ville est jumelée avec :
- Sant Martí de Tous (Espagne) depuis 1996[55].

## Population et société

### Démographie
L'évolution du nombre d'habitants est connue à travers les recensements de la population effectués dans la commune depuis 1793. Pour les communes de moins de 10 000 habitants, une enquête de recensement portant sur toute la population est réalisée tous les cinq ans, les populations de référence des années intermédiaires étant quant à elles estimées par interpolation ou extrapolation. Pour la commune, le premier recensement exhaustif entrant dans le cadre du nouveau dispositif a été réalisé en 2005.

En 2022, la commune comptait 1 050 habitants, en évolution de +0,86 % par rapport à 2016 (Isère : +3,07 %, France hors Mayotte : +2,11 %).
| 1793  | 1800 | 1806 | 1821 | 1831 | 1836 | 1841 | 1846 | 1851 |
| ----- | ---- | ---- | ---- | ---- | ---- | ---- | ---- | ---- |
| 2 158 | 655  | 803  | 673  | 884  | 937  | 930  | 941  | 979  |

| 1856 | 1861 | 1866 | 1872 | 1876 | 1881 | 1886 | 1891 | 1896 |
| ---- | ---- | ---- | ---- | ---- | ---- | ---- | ---- | ---- |
| 893  | 833  | 814  | 791  | 784  | 781  | 788  | 744  | 700  |

| 1901 | 1906 | 1911 | 1921 | 1926 | 1931 | 1936 | 1946 | 1954 |
| ---- | ---- | ---- | ---- | ---- | ---- | ---- | ---- | ---- |
| 678  | 705  | 664  | 554  | 577  | 564  | 505  | 486  | 477  |

| 1962 | 1968 | 1975 | 1982 | 1990 | 1999 | 2005 | 2006 | 2010  |
| ---- | ---- | ---- | ---- | ---- | ---- | ---- | ---- | ----- |
| 473  | 531  | 549  | 630  | 794  | 842  | 941  | 950  | 1 024 |

| 2015  | 2020  | 2022  | - | - | - | - | - | - |
| ----- | ----- | ----- | - | - | - | - | - | - |
| 1 042 | 1 050 | 1 050 | - | - | - | - | - | - |

Le nombre d'habitants recensé en 1793 dans le tableau Evolution de la population ne correspond pas à la population de Revel-Tourdan à cette époque. Le village de Pisieu est ici compté dans le recensement de 1793 avant sa séparation avec Revel-Tourdan au XIXe siècle en tant que commune.

### Enseignement
La commune est rattachée à l'académie de Grenoble. L'école primaire de Revel-Tourdan, La Perlande fait l'objet d'un regroupement pédagogique avec la commune de Pisieu. L'école maternelle se situe au village de Pisieu.

### Médias
Historiquement, le quotidien à grand tirage Le Dauphiné libéré consacre, chaque jour y compris le dimanche, dans son édition de Vienne Nord-Isère, un ou plusieurs articles à l'actualité du canton, de la communauté de communes, ainsi que des informations sur les éventuelles manifestations locales, les travaux routiers, et autres événements divers à caractère local.
Revel-Tourdan possède un site officiel mis en place par la municipalité depuis 2007 et figure depuis 2020 sur l'application administrative consacrée aux communes de France, Politeia. Depuis 1990, la commune publie tous les mois une revue papier informative sur la vie locale, le RTI (Revel-Tourdan Information).

### Cultes

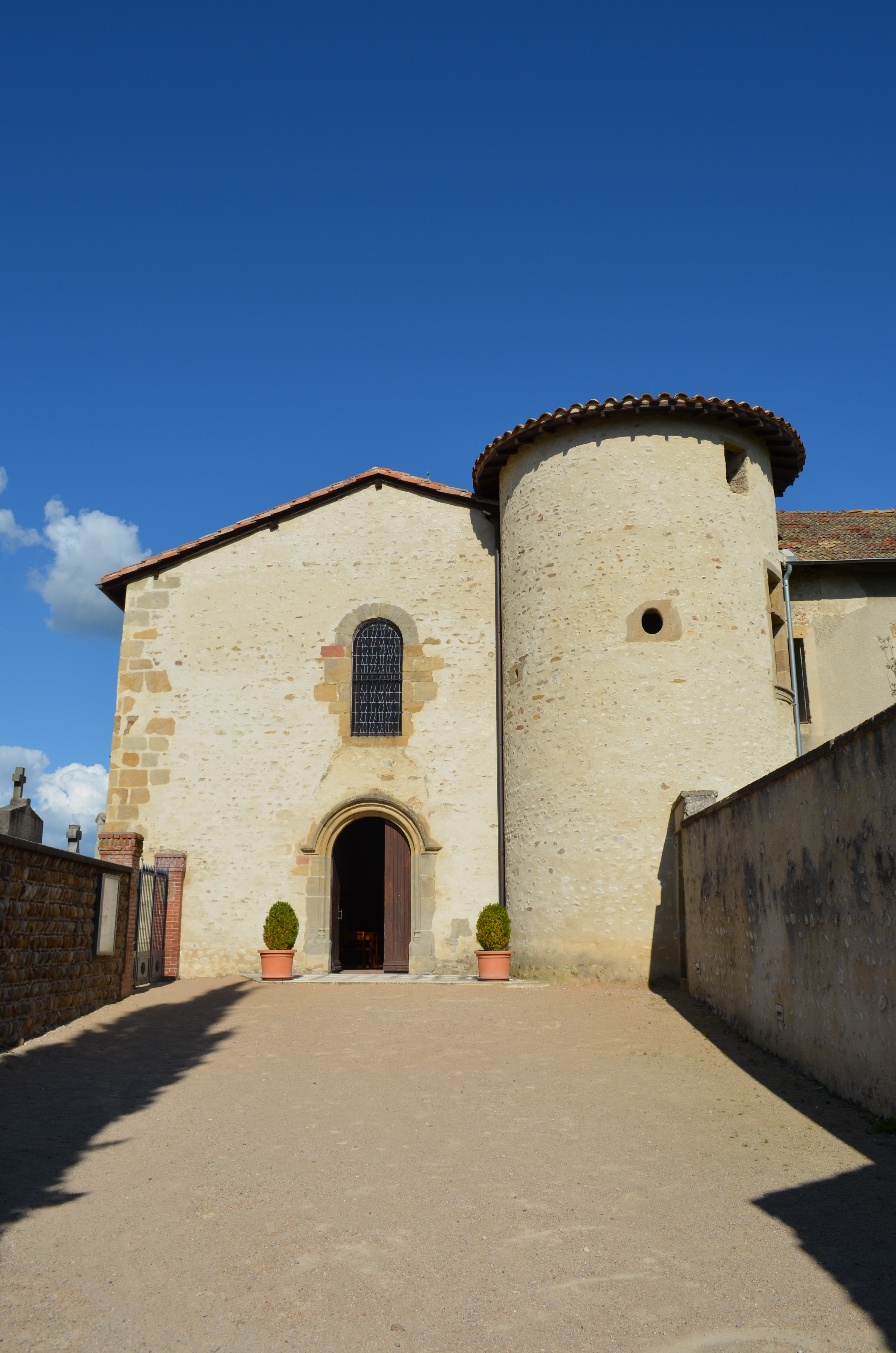
Eglise prieurale Notre-Dame de Tourdan.

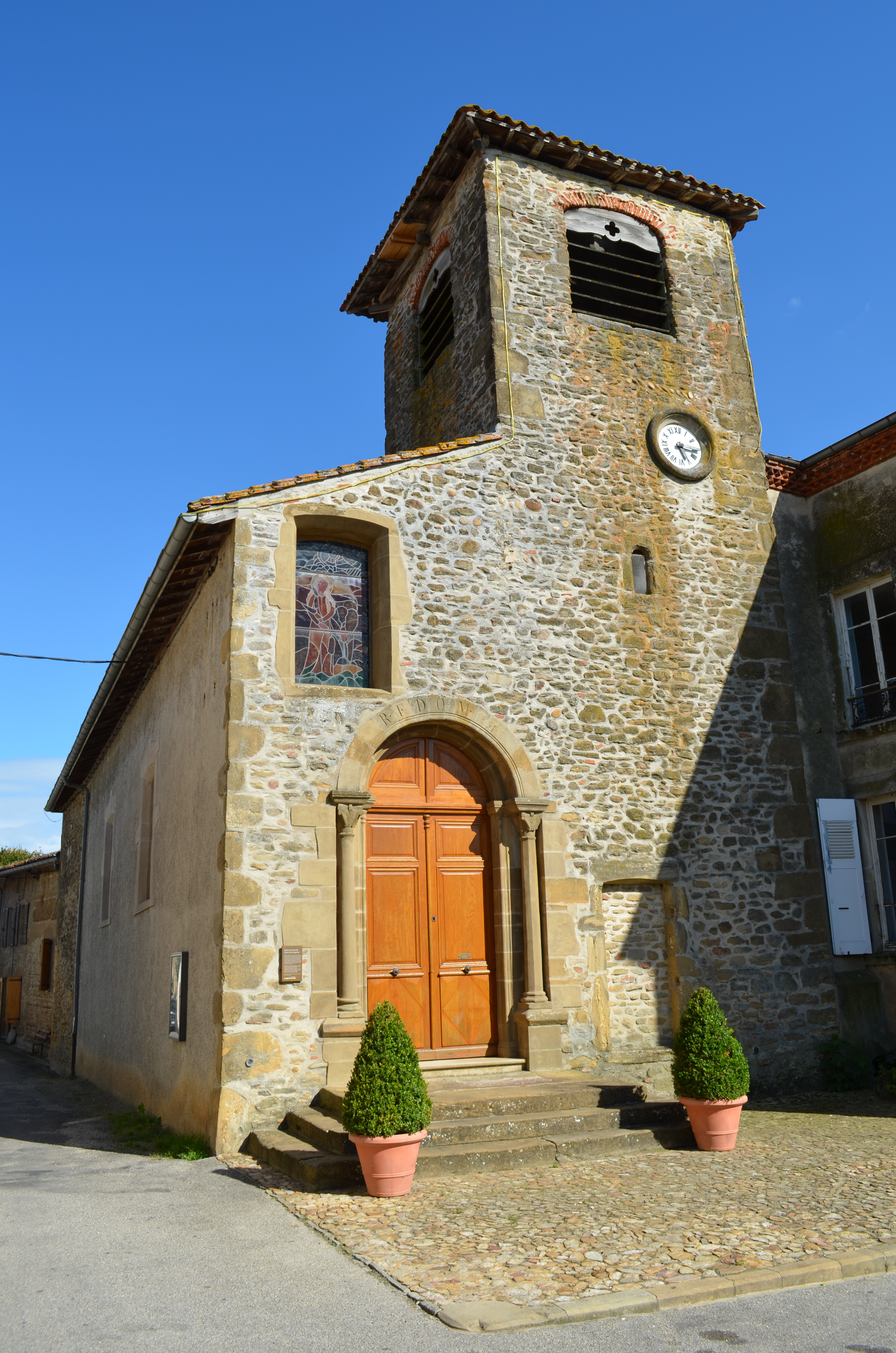
Eglise paroissiale Saint Jean-Baptiste de Revel.

Revel-Tourdan compte deux églises: l'église paroissiale Saint Jean-Baptiste de Revel et l'église prieurale Notre-Dame de Tourdan. Les deux édifices sont rattachés au diocèse de Grenoble-Vienne et font partie de la paroisse Saint-Benoit.

## Économie

### Secteur industriel et commercial
À proximité de Revel-Tourdan se trouve une zone commerciale comprenant deux enseignes et une station essence. La zone est desservie par la R.D. 538 dite route de Vienne.
Dans le bourg de Revel se concentre une activité artisanale, notamment par la présence de sociétés en maçonnerie, pour les travaux publics et en automobile. Sur la place de l'église, aux premiers abords du bourg, se concentrent des commerces consacrés à la restauration et la marchandise.

### Secteur agricole
La plaine de Tourdan offre des terres agricoles et un sol propice à la culture. Les terres de l'ancienne bourgade gallo-romaine concentre des structures agricoles et des bâtiments destinés à l'élevage. Revel-Tourdan présente une tendance pour la culture des fruits rouges ou encore pour l'élevage de troupeaux et de volailles.

## Culture locale et patrimoine

### Lieux et monuments
- Le château de Barbarin, maison forte du XIVe siècle, est inscrit au titre des monuments historiques par arrêté du 27 octobre 2011[63]. Il est également protégé au titre des monuments historiques par arrêté du 17 mars 2011[64].
- L'église prieurale Notre-Dame de Tourdan, du XIIe siècle, est inscrite au titre des monuments historiques par arrêté du 27 octobre 2011[65].
- Église Saint-Jean-Baptiste de Revel, XIIe siècle-XVe siècle.
- Motte castrale du Saut du Chevalier, du XIe siècle[66].
- Vestiges du château de Revel, du XVe siècle remaniés au XVIIIe siècle[66].
- Pigeonnier seigneurial, du XVIIe siècle.
- Maison forte de Buffevent, du XVIIe siècle, ancienne demeure de la basse-cour du château de Revel.

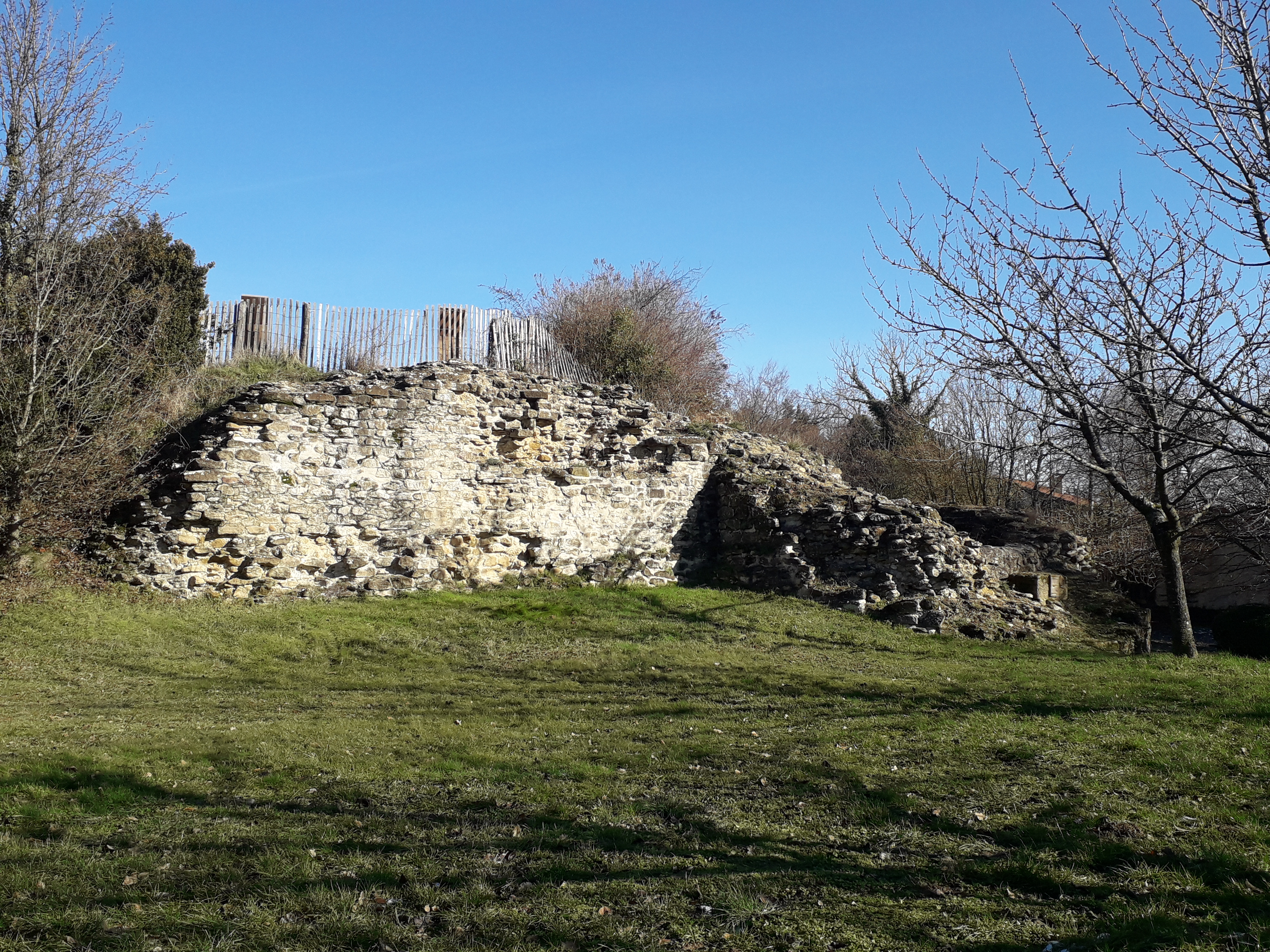
Les ruines du château de Revel reposent sur la colline qui domine le bourg.

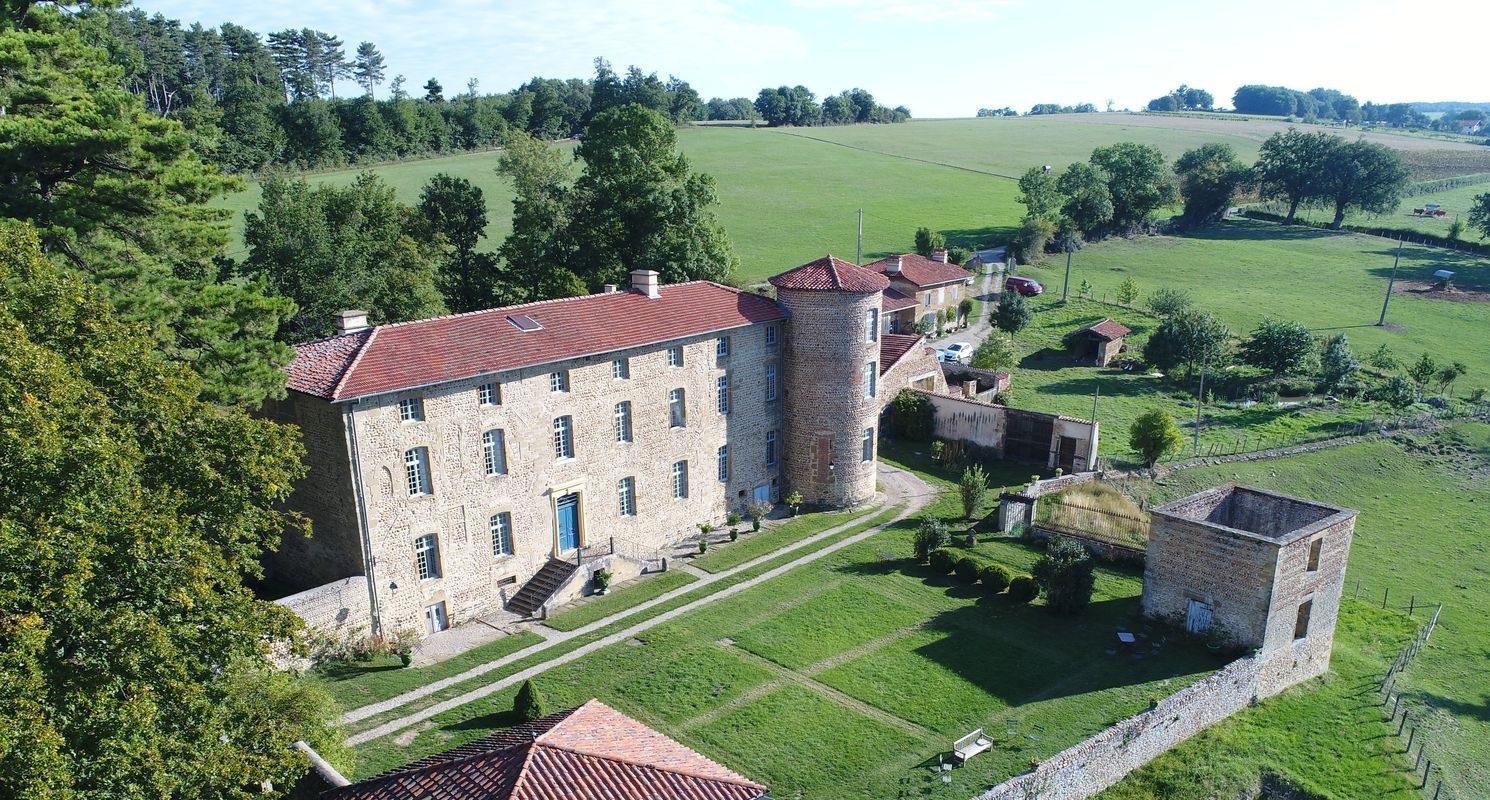
Le château de Barbarin aujourd'hui restauré et ouvert au public.

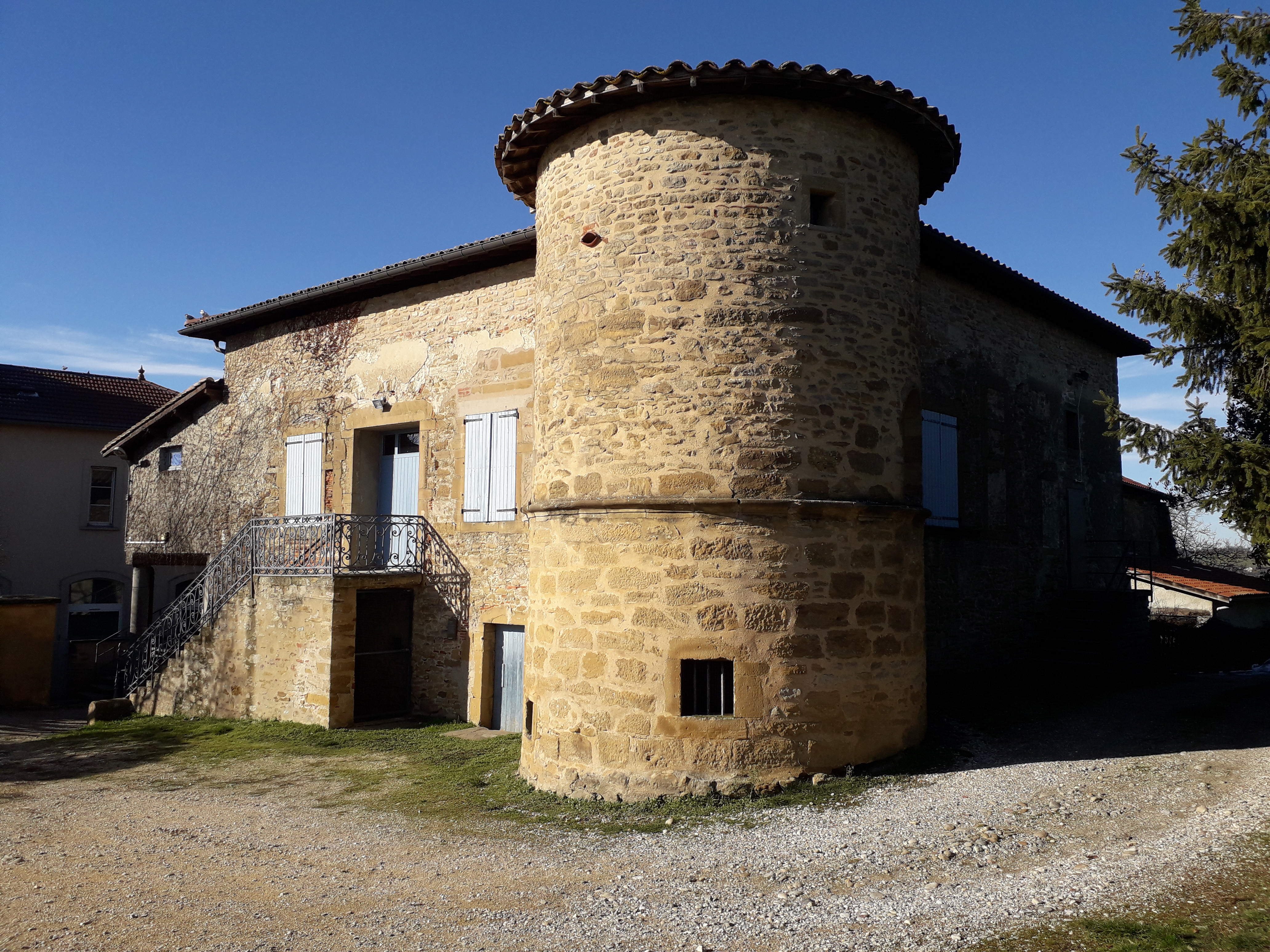
La maison forte de Buffevent possédait quatre tours. Aujourd'hui, trois d'entre elles ont disparu.

### Patrimoine culturel
- Musée d'artisanat rural, dans un pigeonnier du XVIIe siècle.
- Maison du patrimoine, ancienne ferme restaurée devenue siège de l'Association Renaissance de Revel et Tourdan.
- Le vase des quatre saisons de Tourdan, découvert au XIXe siècle, aujourd'hui au British Museum.

### Vie culturelle est associative
- La Compagnie L'Autre main : danse, manipulation d'objets et théâtre d'ombres.
- Renaissance de Revel et Tourdan : association pour la valorisation et la restauration du patrimoine local.
- Les visites enchantées dans le cadre des manifestations du réseau Châteaux Alpes Isère.
- Le Basculeur: lieu d'art contemporain et atelier de l'artiste plasticien Marc Chopy.
- Les Baladins : animations culturelles pour Revel-Tourdan.
- Agir pour nos églises : association pour la sauvegarde du patrimoine religieux de Revel-Tourdan.
- Gens de Barbarin : association pour l'animation du château de Barbarin.
- La Compagnie Ephémère: danse contemporaine.
- Art et Yourte: stages et cours d'arts graphiques.
- Du cœur au bout des doigts : association humanitaire.

### Structures culturelles
Le Musée de l'artisanat rural a été mis en œuvre par la municipalité et par l'association Renaissance de Revel-Tourdan afin de valoriser les objets de la vie rurale transmis par les tourvellois(es) afin d'en illustrer les traditions et les savoir-faire. Les collections gallo-romaines mises au jour à la suite des prospections archéologiques sont pour la plupart délocalisées dans l'attente d'une structure plus propice à leur conservation. Elles étaient anciennement valorisée dans le musée archéologique qu'abritait le prieuré de Tourdan.

L'ancienne école de Tourdan (XIXe siècle) est aujourd'hui réhabilitée en vue d'accueillir la bibliothèque intercommunale ainsi qu'un espace d'expression artistique. En corrélation avec ce centre culturel, des travaux d'aménagements de gîtes et de réhabilitation d'une salle des fêtes sont également en cours. 

### Héraldique
| Armoiries de la famille de Revel | D'or, au demi-vol de sable |

Armoirie de la famille de Revel, aujourd'hui réemployée comme logo de l'association Renaissance de Revel et Tourdan.
|  | Demi-vol de sable, sommé d'une étoile d'azur |

Armoirie de la famille de Revel du Perron dont l'explication sur sa présence sur la commune est inconnue. Il fut découvert retourné et encastré dans le sol du pigeonnier seigneurial du bourg de Revel.